# حبیب‌الله گلپری‌پور
حبیب‌الله گلپری‌پور (۱۳۶۳ در سنندج – ۱۳۹۲ در ارومیه) زندانی سیاسی کرد بود که در سال ۱۳۹۲ اعدام شد.

## زندان و حکم اعدام
حبیب‌الله گلپری پور در ۵ مهرماه ۱۳۸۸ در حین خروج از مهاباد به سوی ارومیه همراه تعدادی کتاب توسط نیروهای حفاظت اطلاعات سپاه مهاباد بازداشت و ماه‌ها در بازداشتگاهای امنیتی و نظامی شهرهای مهاباد، ارومیه و سنندج تحت شکنجه‌های شدید فیزیکی و روحی قرار می‌گیرد. او خود بر شکنجه شدن تصریح کرده است.
در تاریخ ۲۴ اسفندماه سال ۸۸ در شعبه یک دادگاه انقلاب شهر مهاباد به ریاست قاضی خدادای در یک جلسه چند دقیقه‌ایی به اتهام عضویت در حزب حیات آزاد کردستان (پژاک) به اعدام محکوم می‌شود. بعد از اعتراض نامبرده پرونده جهت تجدید نظر خواهی به شعبه ۳۱ دیوان عالی کشور فرستاده می‌شود و این دادگاه نیز حکم اعدام صادر از سوی دادگاه انقلاب مهاباد را تأیید می‌کند.
به گفته این منبع محلی نزدیک به پرونده، این زندانی سیاسی کُرد در همه مراحل بازجویی در اداره اطلاعات و دادگاه شرکت در عملیات مسلحانه را رد کرده است و اداره اطلاعات تنها به دلیل داشتن کتاب و ارتباط با گروه مادران آشتی شهر مهاباد وی را به همکاری مؤثر با پژاک متهم کرده و تا لحظه صدور حکم اعدام برای این زندانی سیاسی نیز دادگاه را تحت فشار قرار داده است.
گلپری پور در تاریخ ۱۲ آذرماه ماه سال ۸۹ به بند ۱۲ زندان مرکزی ارومیه منتقل شد.
گلپری پور در ۲۵ اسفند ۱۳۹۰ توسط مأموران وزارت اطلاعات از بند ۱۲ زندان ارومیه خارج و به انفرادی اداره اطلاعات منتقل شد.
وی دربارهٔ شرایط زندانش می‌گوید: «علی‌رغم بازداشت‌های طولانی‌مدت و شکنجه‌های فیزیکی و روحی من را تا حد مرگ پیش بردند که شکایت آن را به ارگان‌های گوناگون دولتی ارسال کرده‌ام ولی در این مملکت صدای ما از سلول‌های زندان‌مان هم عبور نمی‌کند؛ چه برسد به این‌که شنونده داشته باشد.»
ناصر گلپری‌پور پدر حبیب‌الله گلپری‌پور دربارهٔ اتهام محاربه می‌گوید: «نمی‌دانم بر اساس چه قانونی به پسرکم چنین اتهامی زدند و بعد حکم اعدام دادند.»
چندین عکس از وی در وبسایتهای مختلف با اسلحه کلاشینکوف به دست منتشر شده است.
گلپری‌پور در نیمه‌شب سوم آبان سال ۱۳۹۲ در زندان ارومیه اعدام شد.